# Jean Geoffroy
Jean Geoffroy (Marennes (Charente Marittima), 1º marzo 1853 – Parigi, 15 dicembre 1924) è stato un pittore e illustratore francese.

## Biografia
Jean Geoffroy era figlio di Jean-Baptiste Geoffroy, sarto, e di Rosalie Dickinson. Sin da bambino fu chiamato con il nomignolo di "Gio" (pron. Jo), che in seguito divenne il suo pseudonimo con il quale firmò diversi lavori di illustrazione a partire dal 1880.
Dopo le scuole iniziali suo padre lo mandò a Parigi, dove poté seguire i corsi dell'École des beaux-arts. Qui fu allievo di Léon Bonnat, poi di Adam Levasseur e di Adolphe Yvon. A partire dal 1874 Jean Geoffroy iniziò ad esporre i suoi lavori al "Salon de Paris", e in seguito anche al "Salon des artistes français", di cui divenne socio nel 1883. In quello stesso anno ricevette una menzione d'onore, nel 1886 una medaglia di terza classe e infine fu premiato con la medaglia d'oro in occasione dell'Expo di Parigi del 1900. Nel 1885 fu insignito del titolo di cavaliere della Légion d'honneur.
Geoffroy dipinse in particolare scene di genere e ritratti, ma divenne noto per aver saputo trasferire felicemente sulle sue tele il fascino sereno dell'infanzia (vedi Le Compliment un jour de fête à l’école, oggi al Museo de l'Échevinage di Saintes). All'inizio della sua carriera, infatti, Geoffroy abitava nella casa di una coppia di maestri di scuola, in un appartamento situato sopra un istituto scolastico per bambini. La vicinanza quotidiana di costoro gli fece apprezzare, e quindi poi trasportare nei suoi quadri con assoluta sincerità, il fascino ingenuo degli scolaretti.
Dipinse inoltre numerose scene di genere pittoresco dagli accenti naturalisti. Fra le sue opere più celebrate citiamo:
- Prière des humbles o L'Abandonnée
- Le Jour de la visite à l'hôpital
- Les Résignés
- Les Convalescents
- L'Asile de nuit
- Les Affamés
- Le Collier de misère[4]

Verso il 1876 incontrò l'editore Pierre-Jules Hetzel che lo assunse come illustratore di libri per bambini e giovani. Per questo le sue illustrazioni, dal 1880, sono firmate con lo pseudonimo di "Gio".

Jean Geoffroy morì a Parigi nel 1924 all'età di 71 anni.

## Opere
Presenti in collezioni pubbliche
- Amiens: Les Infortunés - (Gli infortunati)
- Bayeux: Enfant pauvre  - (Bambino povero)
- Birmingham: L'École maternelle - (La scuola materna)
- Cambrai: Le Collier de misère (opera scomparsa)
- Digione, Museo di belle arti: Prière des humbles - (La preghiera degli umili)
- La Rochelle, Museo di belle arti: Retour à la vie -  (Ritorno alla vita)
- Rouen, Museo nazionale dell'Éducation: Un futur savant, l'écolier embarrassé - (Un futuro sapiente, lo scolaro imbarazzato)
- Mulhouse: Un malheureux - (Un infelice)
- Parigi, Museo d'Orsay: Les Infortunés, Les Résignés - (Gli sfortunati, I rassegnati)
- Parigi, Museo dell'AP-HP: Le Dispensaire de la Goutte de lait de Belleville.[5].
- Rochefort (Nuova Aquitania): La Crèche - (Il nido)
- Saintes, Museo dell'Échevinage: La Conquête d'un parapluie, Le Compliment un jour de fête à l’école[6] - (La conquista di un ombrello)
- Tourcoing: Les Convalescents, acquarello - (I convalescenti)
- Trieste: Les Affamés - (Gli affamati)
- Beaune, Museo di belle arti:  La Convalescente ,  La grande salle des pauvres - (La grande sala dei poveri)
- Niort, Museo Bernard d'Agesci:.. L'asile de nuit (1891) - (L'asilo di notte)

## Galleria d'immagini

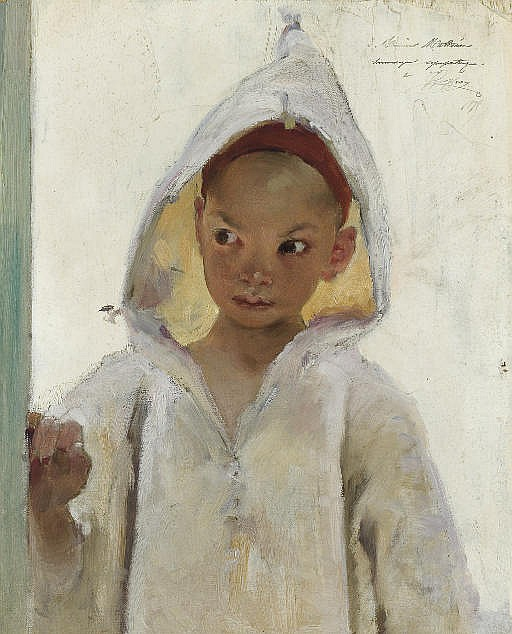
Bambino con un "burnou"[7].
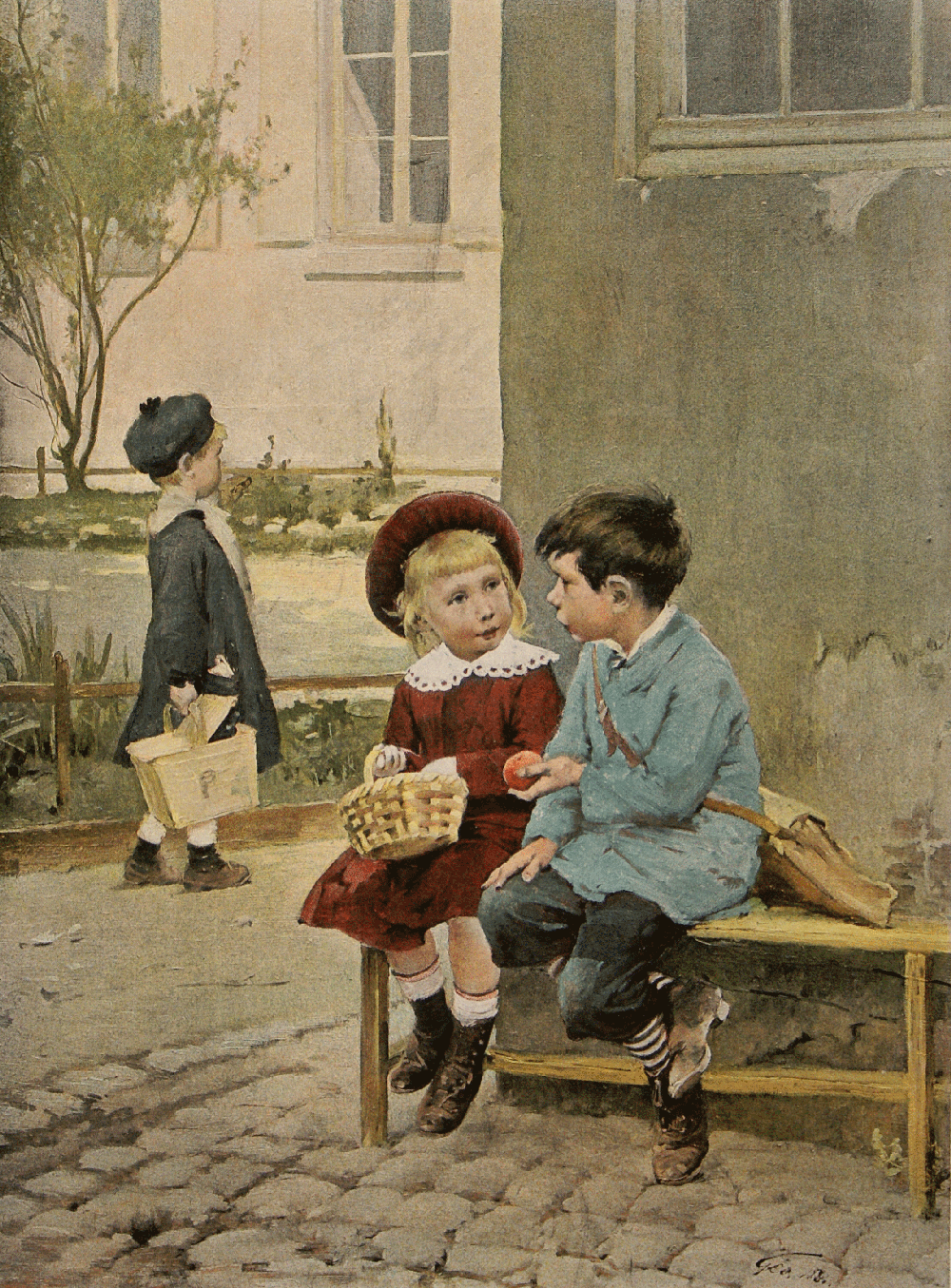
Senza titolo
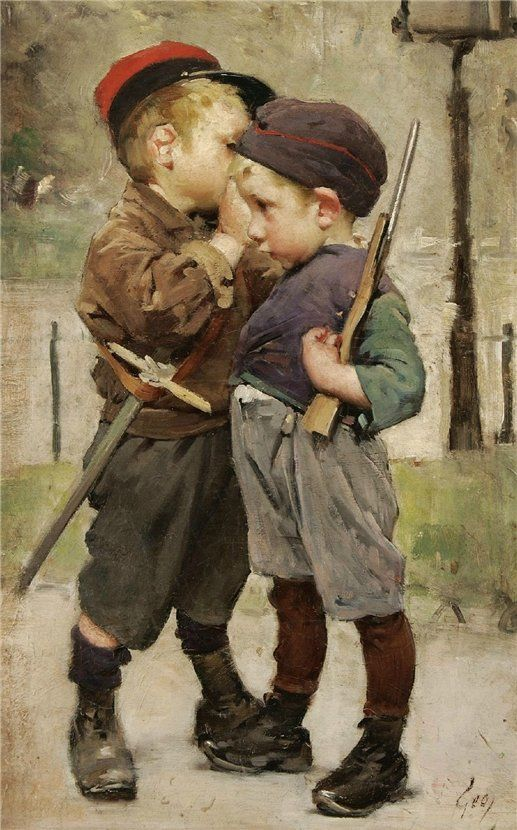
La consegna
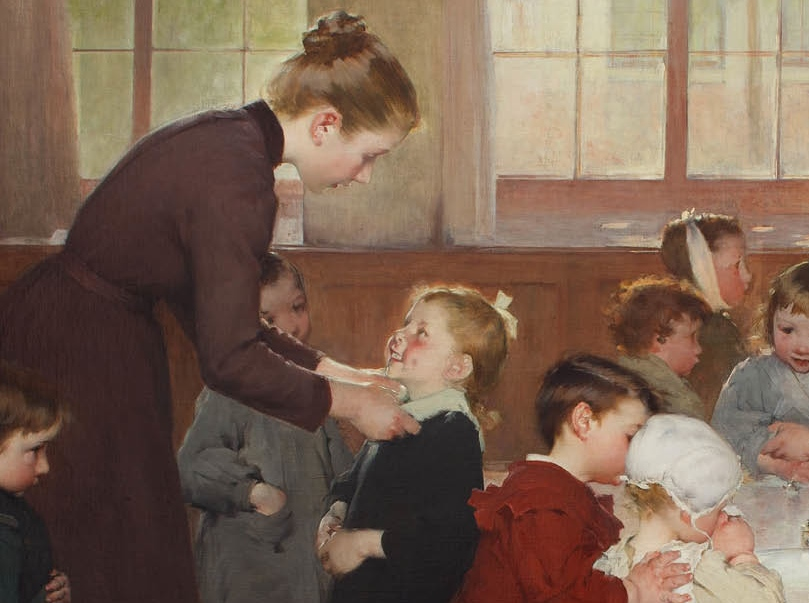
A scuola
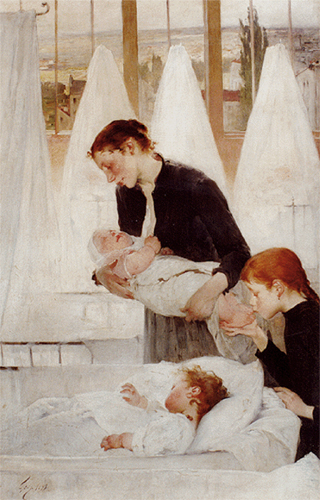
Il nido

## Mostre
- Retrospettiva: «Jean Geoffroy, une œuvre de généreuse humanité». Museo de l'Échevinage, Saintes, 16 maggio-31 ottobre 2015.
- Museo Anne-de-Beaujeu, Moulins, dal 28 novembre 2015.